# C--
C-- est un langage intermédiaire, conçu pour être émis par
un compilateur au lieu du langage C ou d'un langage assembleur. La syntaxe du langage emprunte beaucoup à C, d'où le
nom qui suggère que c'est essentiellement un sous-ensemble de C, de la
mêmes manière que C++ est un surensemble du C.
Le langage est conçu comme un langage intermédiaire entre des outils de compilation de haut niveau et des outils de bas niveau comme des
optimiseurs. Les fonctionnalités qui ont été changées ou omises comparé au C, comme les fonctions variadiques, les pointeurs et les parties « avancées » du système de types, auraient entravé les fonctionnalités essentielles de C--, telles que la récursion terminale ou la facilité avec laquelle les outils de génération de code peuvent produire du code.
C-- est la cible du Glasgow Haskell Compiler (GHC) et sera finalement sa plate-forme principale. Certains des développeurs de C--, dont Simon Peyton Jones, travaillent aussi sur GHC. Le développement a lieu à Microsoft Research à Cambridge, bien que ce ne soit pas un projet Microsoft.